# Municipio de Hurricane (condado de Carroll)
El municipio de Hurricane (en inglés: Hurricane Township) es un municipio ubicado en el condado de Carroll en el estado estadounidense de Misuri. En el año 2010 tenía una población de 701 habitantes y una densidad poblacional de 5,63 personas por km².

## Geografía
El municipio de Hurricane se encuentra ubicado en las coordenadas 39°33′56″N 93°20′26″O / 39.56556, -93.34056. Según la Oficina del Censo de los Estados Unidos, el municipio tiene una superficie total de 124.44 km², de la cual 123,75 km² corresponden a tierra firme y (0,55 %) 0,69 km² es agua.

## Demografía
Según el censo de 2010, había 701 personas residiendo en el municipio de Hurricane. La densidad de población era de 5,63 hab./km². De los 701 habitantes, el municipio de Hurricane estaba compuesto por el 97,29 % blancos, el 0,14 % eran afroamericanos, el 0,86 % eran amerindios y el 1,71 % eran de una mezcla de razas. Del total de la población el 0,14 % eran hispanos o latinos de cualquier raza.